# Misery Is a Butterfly
| Recensione    | Giudizio |
| ------------- | -------- |
| AllMusic      |          |
| Rolling Stone |          |

Misery Is a Butterfly è il sesto album del gruppo musicale statunitense Blonde Redhead, pubblicato nel 2004 dalla 4AD. Il disco è stato prodotto da Guy Picciotto.

## Tracce
Musiche di Amedeo Pace, eccetto dove indicato.
1. Elephant Woman – 4:49 (testo: Kazu Makino)
2. Messenger – 3:21 (testo: Amedeo Pace)
3. Melody – 4:36 (testo: Kazu Makino)
4. Doll Is Mine – 3:06 (testo: Amedeo Pace)
5. Misery Is a Butterfly – 5:07 (testo: Kazu Makino)
6. Falling Man – 3:26 (testo: Amedeo Pace)
7. Anticipation – 4:04 (testo: Kazu Makino – musica: Kazu Makino, Amedeo Pace)
8. Maddening Cloud – 3:20 (testo: Amedeo Pace)
9. Magic Mountain – 3:02 (testo: Kazu Makino)
10. Pink Love – 6:13 (testo: Amedeo Pace)
11. Equus – 3:50 (testo: Kazu Makino)

## Formazione

### Gruppo
- Kazu Makino – voce, chitarra ritmica (tracce 6,7,10)
- Amedeo Pace – voce, chitarra solista, clavinet
- Simone Pace – batteria, percussioni, tastiere

### Ospiti
- Skúli Sverrisson – basso elettrico
- Eyvind Kang – archi
- Jane Scarpantoni – archi